# Xylosma nervosum
Xylosma nervosum är en videväxtart som beskrevs av André Guillaumin. Xylosma nervosum ingår i släktet Xylosma och familjen videväxter. Inga underarter finns listade i Catalogue of Life.